# XIV típusú német tengeralattjáró
Az XIV típusú német tengeralattjárók valójában módosított IXD típusú tengeralattjárók, melyeket más tengeralattjárók ellátására terveztek. Innen kapták becenevüket, a „fejőstehenet” (Milchkuh) is. Ezek az U-bootok támadó fegyverzettel nem rendelkeztek, mindössze 4 légvédelmi ágyúval voltak felszerelve. A második világháború közepén a „fejősteheneknek” köszönhetően a kisebb, VII típusú tengeralattjárók egészen az amerikai partokig eljutottak. A XIV típusú U-Bootok kiemelt célpontjai voltak a szövetségeseknek, és a fejlesztett radarok, valamint a kiterjesztett légi lefedettség segítségével 1943-ban megsemmisítették őket. Az ilyen tengeralattjárókon nagyon veszélyes volt a szolgálat. A fejősteheneken szolgáló 530-576 főnyi legénységből 289 tengerész halt meg a bevetések során.
Tíz XIV típusú tengeralattjárót állítottak hadrendbe. Ezek a következők:
- U–459,
- U–460,
- U–461,
- U–462,
- U–463,
- U–464,
- U–487,
- U–488,
- U–489,
- U–490.

További tizennégy „fejőstehén” építését tervezték, de később ezek építését leállították. Közülük három (U–491, U–492, U–493) körülbelül 75%-ig volt készen, mikor az építésüket leállították, majd 1943 júliusában és augusztusában a tengeralattjárókat szétbontották. A másik 11 db U-bootot még nem kezdték építeni, mikor 1944. május 27-én a gyártásukat elvetették. Ugyanezen a napon Karl Dönitz az XX típusú tengeralattjárók építését is elvetette. Az XX típusú tengeralattjárók szintén nagy, szállító-tengeralattjárók lettek volna, de 1945 nyara előtt nem készültek volna el.

## Általános jellemzők
- Vízkiszorítás: 
  - felszínen 1668 t
  - lemerülve 1932 t
- Hossz: 
  - teljes 67,1 m
  - nyomásálló test 47,5 m
- Szélesség: 
  - teljes 9,35 m
  - nyomásálló test 4,9 m
- Merülés: 6,5 m
- Magasság: 11,7 m
- Teljesítmény: 
  - felszínen 2400 kW (3200 LE) (dízel)
  - lemerülve 560 kW (750 LE) (elektromos)
- Sebesség: 
  - felszínen 14,9 csomó (27,6 km/h)
  - lemerülve 6,2 csomó (11,5 km/h)
- Hatótávolság: 
  - felszínen 22 850 km, 10 csomós (19 km/h) sebesség mellett
  - lemerülve 102 km, 4 csomós (7 km/h) sebesség mellett
- Fegyverzet: 
  - 2 db 37 mm-es légvédelmi ágyú
  - 2 db 20 mm-es légvédelmi ágyú
- Legénység: 53 – 60 fő
- Maximális merülési mélység: 240 m